# Oedicephalus cephalotes
Oedicephalus cephalotes là một loài tò vò trong họ Ichneumonidae.